# Marella Dream
Die Marella Dream war ein zuletzt von Marella Cruises betriebenes Kreuzfahrtschiff. Es gehörte dem europäischen Tourismuskonzern TUI Travel. Gebaut wurde es unter dem Namen Homeric als erstes Kreuzfahrtschiff auf der Papenburger Meyer Werft und wurde im Mai 1986 an den Auftraggeber, die italienische Reederei Home Lines, abgeliefert. Nach der Außerdienststellung im Jahr 2020 ging es im Sommer 2022 zur Verschrottung ins türkische Aliağa.

## Geschichte

### 1986–1988:Homericbei Home Lines

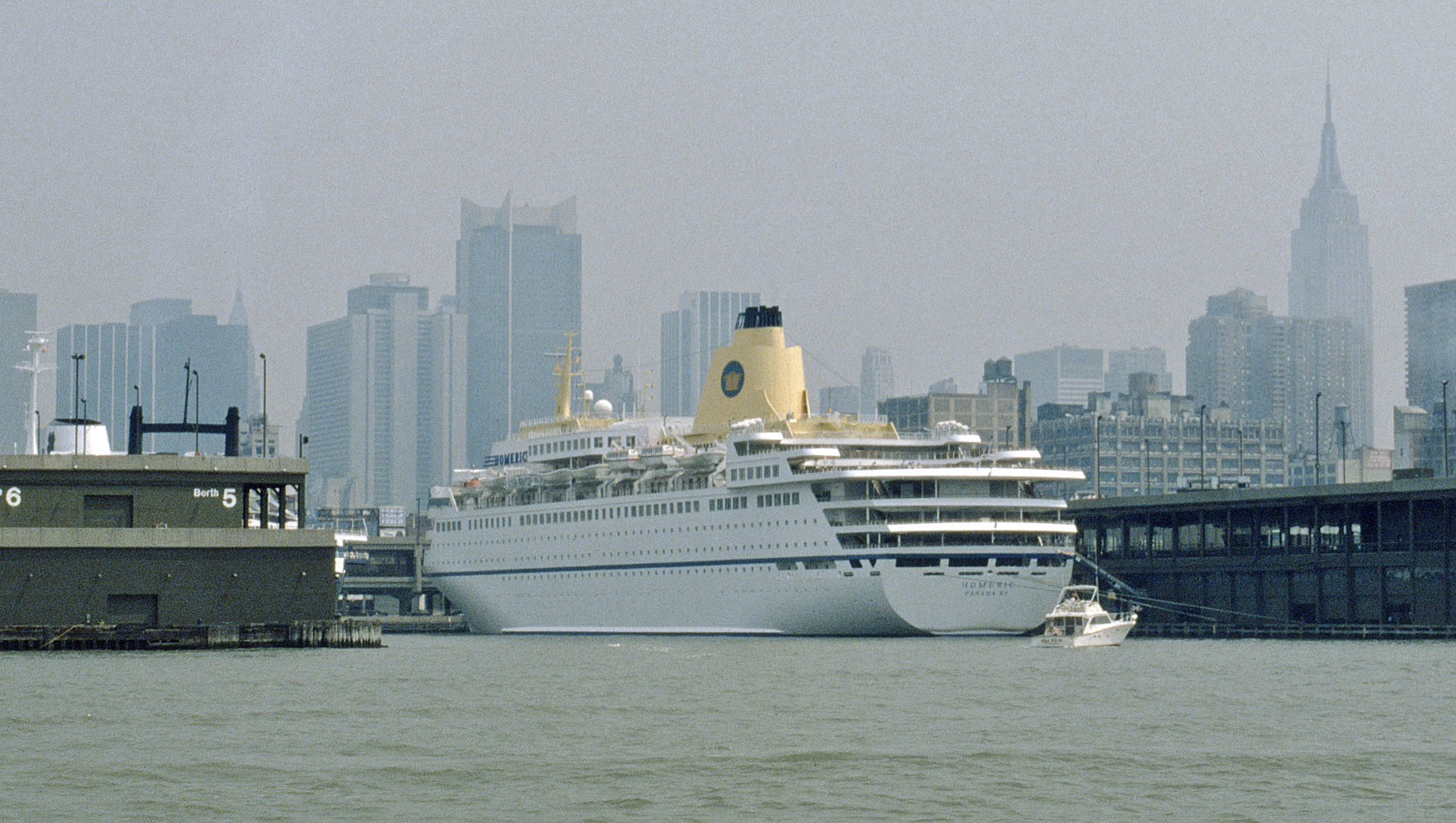
Die Homeric 1987 in New York

Das Schiff wurde von 1984 bis 1986 in Papenburg auf der Meyer-Werft als Homeric für die italienische Reederei Home Lines gebaut und am 28. September 1985 mit einem Querstapellauf zu Wasser gelassen. Die Vermessung betrug 42.092 BRZ. Es war das erste bei der Meyer Werft gebaute Kreuzfahrtschiff und das einzige Kreuzfahrtschiff, das bei dieser Werft im Freien gebaut und durch einen Stapellauf zu Wasser gelassen wurde.
Am 6. Mai 1986 wurde das Schiff an die Reederei Home Lines übergeben. Es kam unter der Flagge Panamas mit Heimathafen Panama in Fahrt.

#### Zwischenfall 1986
Am 5. Mai 1986 trat das Schiff seine Emsüberführung an. Dabei kollidierte es mit der Jann-Berghaus-Brücke in Leer.

### 1988–2002:Westerdambei Holland-America Line

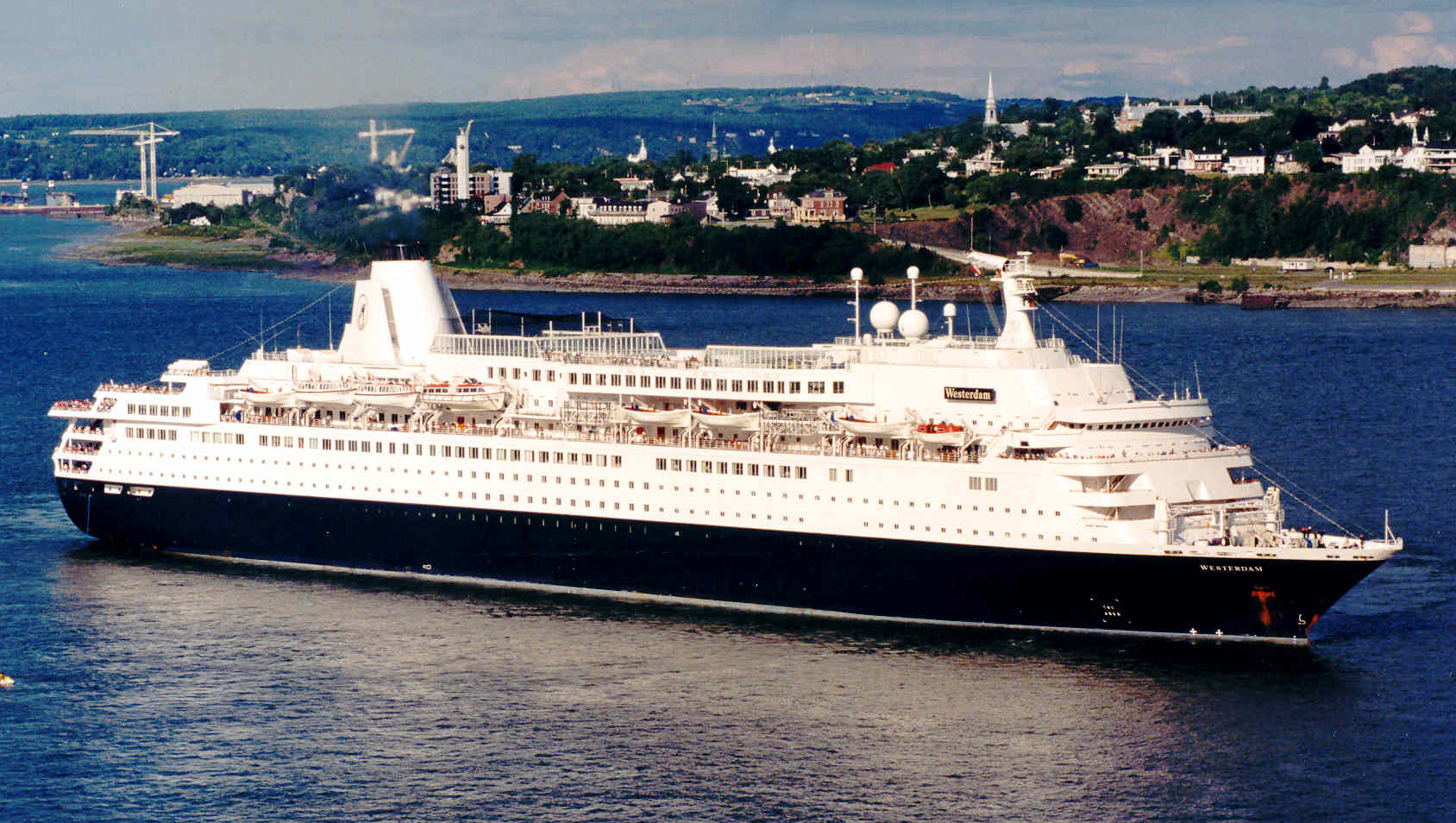
Die Westerdam

Am 27. November 1988 wurde das Schiff von der Holland-America Line übernommen, in Westerdam umbenannt und kam unter die Flagge der Bahamas mit Heimathafen Nassau. Von Oktober 1989 bis März 1990 wurde es auf der Meyer-Werft in Papenburg von 204,00 auf 243,20 m verlängert und rundum komplett renoviert. Die Vermessung betrug fortan 53.872 BRZ. 1997 war es Drehort im Film Out to Sea (auf Deutsch Tango gefällig?) mit Walter Matthau und Jack Lemmon. 1996 kam das Schiff unter der Flagge die Niederlande mit Heimathafen Rotterdam.

### 2002–2010:Costa Europabei Costa Crociere
Im April 2002 wurde das Schiff zur Schwestergesellschaft Costa Crociere transferiert und in Costa Europa umbenannt. Es fuhr fortan unter italienischer Flagge mit Heimathafen Genua. Vom 7. Januar bis 5. Februar 2006 lag es im Trockendock der Fincantieri-Werft in Palermo (Italien) und wurde umfangreich renoviert.

#### Zwischenfall 2010
Am 26. Februar 2010 rammte das Schiff bei schlechtem Wetter bei einem geplanten Aufenthalt in Scharm El-Scheich um 4:45 Uhr Ortszeit steuerbordseitig eine Landungsbrücke. Das Schiff befand sich mit 1.473 Passagieren an Bord auf dem Weg von Dubai nach Savona. Bei dem Unfall wurde ein drei Meter großes Loch in den Rumpf gerissen, drei Besatzungsmitglieder getötet und vier Passagiere verletzt. Die Costa Europa wurde in Ägypten behelfsmäßig repariert und in die Fincantieri-Werft in Palermo zur vollständigen Reparatur überführt. Nach sechs Wochen kehrte das Schiff in den Kreuzfahrtdienst zurück. Bis März 2012 lag der IMO kein Unfallbericht vor, da dieser laut Angaben der italienischen Untersuchungsbehörden „streng vertraulich“ sei.

### 2010–2017:Thomson Dreambei Thomson Cruises

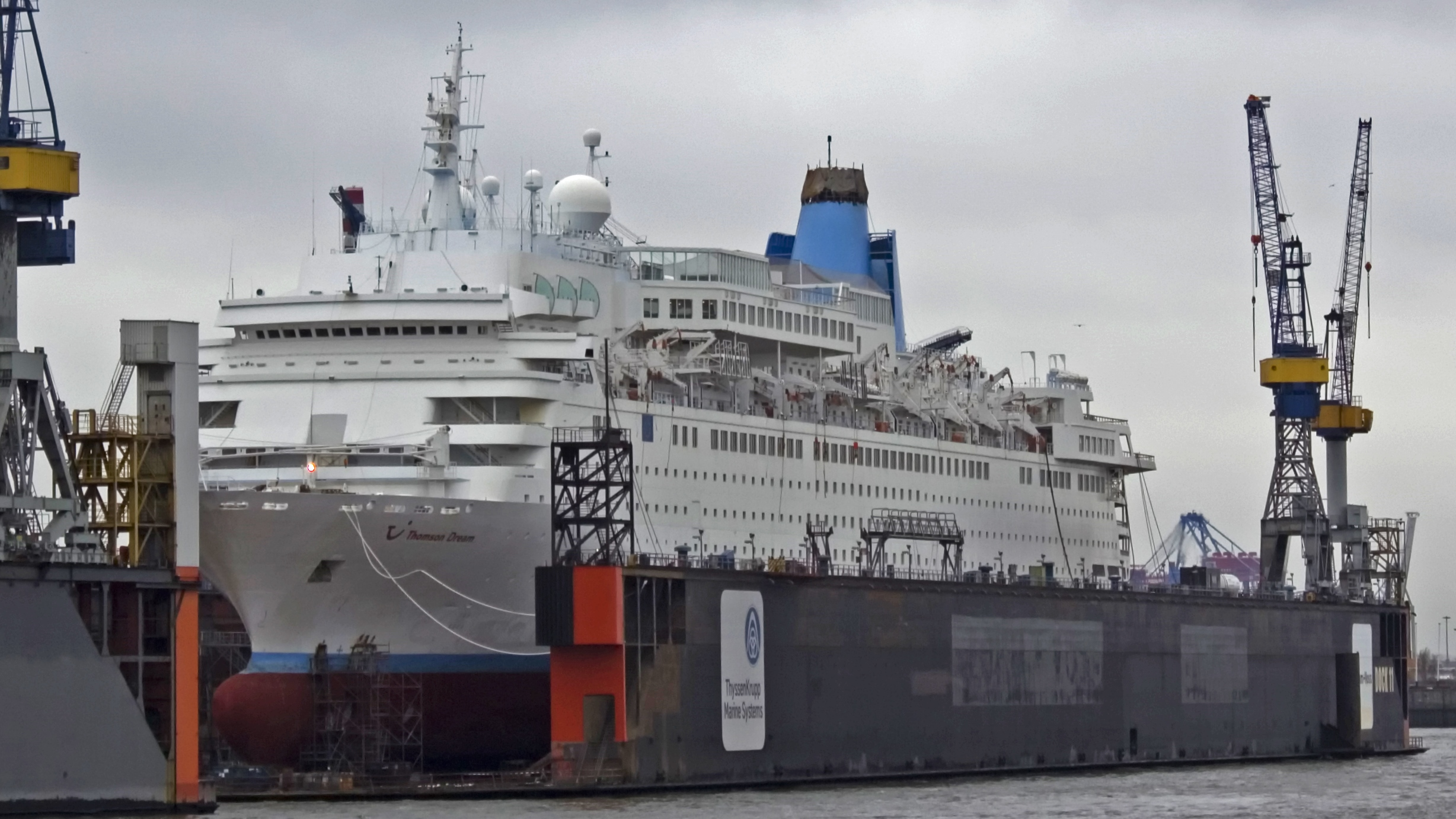
Die Thomson Dream Bei Blohm + Voss

Im April 2010 wurde das Schiff als Thomson Dream für zehn Jahre mit Kaufoption an Thomson Cruises (eine Tochtergesellschaft der TUI UK Ltd.) verchartert. Seitdem fuhr es unter der Flagge Maltas mit Heimathafen Valletta. Auf dem Weg von der Werft in Palermo nach Barcelona nahm die Thomson Dream in Palma, der Hauptstadt der spanischen Mittelmeerinsel Mallorca, Reisegäste von TUI auf, die durch den Ausbruch des Eyjafjallajökull 2010 ihre Heimreise aufgrund von Flugeinschränkungen nicht antreten konnten, und brachte diese nach Barcelona. Die erste offizielle Fahrt als Thomson Dream begann zwei Tage später am 29. April 2010 und führte von Palma über Livorno nach Villefranche-sur-Mer und weiter über Barcelona wieder zurück nach Palma.
Eine erneute Renovierung erfolgte im November 2012 im Trockendock Elbe 17 von Blohm + Voss in Hamburg.

### 2017–2022:Marella Dreambei Marella Cruises und anschließende Verschrottung
2017 wurde das Schiff im Rahmen eines Werftaufenthaltes bei Navantia in Cádiz in Marella Dream umbenannt. Im Oktober 2019 übernahm die TUI UK Ltd. das Schiff, Marella Cruises musterte es jedoch im Herbst 2020 aufgrund der COVID-19-Pandemie aus. Im Oktober 2020 wurde das Schiff in Eleusis neben der Marella Celebration und der Horizon aufgelegt. Anschließend wurde es an Rota Shipping in Izmir verkauft, in Ella umbenannt und auf die Komoren mit Heimathafen Moroni umgeflaggt.
Am 15. Juni 2022 verließ die Ella im Schlepp der Christos LXI Eleusis Richtung Aliağa in der Türkei zwecks Verschrottung. Am 18. Juni 2022 traf das Schiff auf der Abwrackwerft ein. Es handelte sich um das erste auf der Meyer Werft gebaute Kreuzfahrtschiff, das verschrottet wurde.

## Ausstattung
- 742 Kabinen
- 11 Suiten, davon 6 mit privatem Balkon
- 3 Restaurants
- 4 Bars
- 2 Salzwasserpools
- 2 Whirlpools
- Sportplatz
- Joggingparcours im Freien
- Wellnesscenter
- Zweistöckiges Theater
- Spielkasino und Diskothek
- Internet und Bibliothek
- Shopping Center
- Bordwährung: Euro (€)